# Camp de la Chauvinerie
Le camp de la Chauvinerie, à Poitiers, est créé par la Wehrmacht pour y interner prisonniers de guerre de l’armée française. Il est réutilisé en 1944 pour interner les prisonniers de guerre de l’armée allemande. Un autre camp est ouvert en 1944 comme centre de séjour surveillé pour y interner les civils suspects.

## Le Frontstalag 230

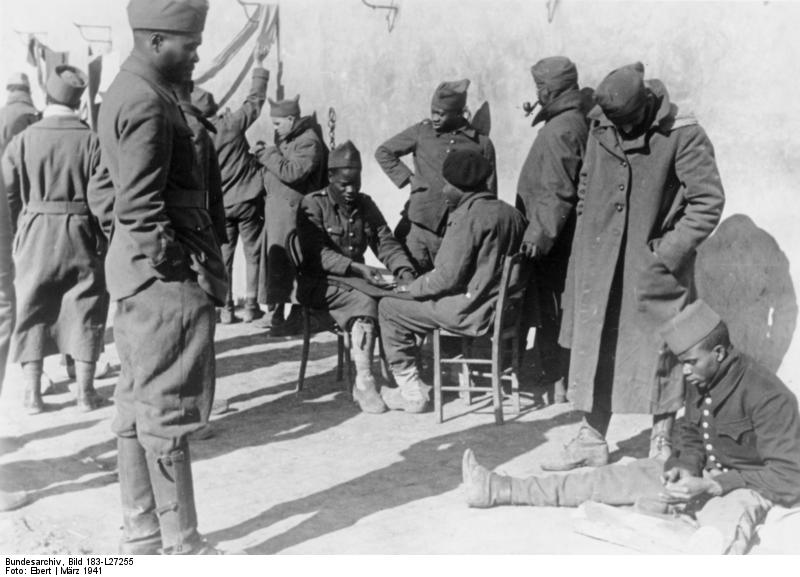
Tirailleurs sénégalais au Frontstalag 230 de Poitiers (mars 1941).

La Wehrmacht ouvre un camp le 20 juillet à l’ouest de Poitiers, lieu-dit de la Chauvinerie (proche de l’aéroport et des casernes) : c’est le Frontstalag 230. Il est destiné aux troupes coloniales françaises, Africains, Malgaches, Antillais, Indochinois. Léopold Sédar Senghor, président de la république du Sénégal à l’indépendance est l’un 12700 prisonniers à être passés par ce camp. Pour assurer leur domination, les gardiens du camp entretenaient les tensions entre les différentes ethnies présentes. En souvenir de ce camp, la rue qui traverse le quartier construit à son emplacement est baptisée Léopold Sédar Senghor.
Le camp, de forme carrée de 266 m sur 144 (soit près de 4 hectares) a fait l’objet de fouilles en 2008, avant la construction d’un écoquartier.
Il ferme début 1942, lorsque les stalags du centre-ouest de la France sont regroupés au Frontstalag 221 de Saint-Médard-d'Eyrans.

## Les camps de la fin et de l’après-guerre

### Les prisonniers de guerre
Le camp réouvre pour interner les prisonniers des troupes de l’Axe à la fin de la guerre, regroupant jusqu’à 4000 Allemands et 3000 Hongrois. Ils peuvent être utilisés comme main d’œuvre, selon la convention de Genève, et le ministère du Travail y incite fortement les communes. Les mairies ont à assumer la nourriture, le logement et la garde des prisonniers, plus une indemnité compensatrice versée au ministère du Travail, égale à la différence entre le coût pour la mairie et ce que lui aurait coûté un travailleur payé normalement, afin d’éviter le chômage. Nombre de prisonniers sont ainsi employés : en juin 1946, 2821 prisonniers travaillent à l’extérieur du camp, dont plus de 2000 dans l’agriculture, le reste principalement dans les travaux publics et la reconstruction ; en septembre, ils sont 3990, dont 2460 pour l’agriculture et 721 pour la reconstruction. S’ils sont généralement appréciés, les prisonniers allemands employés à ces travaux ont été deux fois victimes d’exécutions dans l’arrondissement de Châtellerault (6 et 12 hommes abattus et leurs corps abandonnés dans une carrière abandonnée).
Après leur libération, ces hommes pouvaient rester en France comme travailleurs libres : en mai 1948, cela concernait 541 anciens prisonniers, principalement dans l’agriculture.

### Le camp de civils
Une seconde enceinte abrite le centre de séjour surveillé, destiné aux Alsaciens-Lorrains évacués par les Alliés à l’hiver 1944 car soupçonnés de nazisme. Les 3700 prisonniers arrivent à l’ouverture du camp, à la mi-février 1945,. Parmi eux, l’intégralité du personnel d’une maison de passe de Strasbourg, l’actrice Dita Parlo et l’égyptologue Aladar Dobrovits. De très nombreux internés étaient auparavant emprisonnés dans des camps nazis, comme le camp du Struthof, le camp de Dôle, le camp d'Écrouves, camp de Noé, et étaient donc pour une part des victimes de la barbarie nazie et déjà affaiblis par leur détention.
Près de 4900 personnes sont passées par ce camp au cours de l’année 1945, avec un maximum de 3900 en juillet. Quelques uns travaillent à la reconstruction de la gare de Poitiers.
Nombre d’entre eux arrivent affaiblis, notamment par les 40 heures de train, sans hygiène. Les conditions de survie dans le camp sont déplorables. Dès le 5 mars, on compte 9 morts ; il y a jusqu’à 10 morts par jour. Les 64 ou 65 enfants nés dans le camp succombent tous, et des 85 enfants entrés vivants dans le camp, 60 meurent avant l’été. Le directeur Justin Blanchard, lieutenant-colonel de la gendarmerie, et le capitaine du camp volent dans la caisse et détournent les rations alimentaires, dont le lait destiné aux enfants. Malgré des signalements de la Croix-Rouge en mai et septembre, le préfet n’intervient pas, ; ses services se contentent de courriers au ministère de l’Intérieur. Selon un rapport des services administratifs, le directeur Blanchard non seulement établissait de fausses factures pour l’achat de denrées alimentaires, mais aussi accepte des livraisons de nourriture produite dans la ville dont il est le maire, et complètement pourries ; de plus, il cumulait sa pension de retraite et son salaire de directeur illégalement. Au total, 265 des 3700 prisonniers meurent en sept mois. Les effets personnels des prisonniers ont été distribués aux gardiens. Une dizaine de ces gardiens finissent par dénoncer le fonctionnement du camp au comité départemental de Libération qui fait fermer le camp en novembre. Le directeur est suspendu, ainsi que son fils, qu’il avait nommé gestionnaire Le directeur du camp est jugé en 1947, et est acquitté des détournements et mauvais traitements, mais un rapport de la cour des comptes l’oblige à rembourser les sommes détournées, qui ont notamment servi à payer des travaux dans sa maison. Le capitaine est emprisonné, les gardiens de la Chauvinerie lui envoient des épluchures de patates. En 1949, le fils du directeur est condamné à deux mois de prison pour vol d’habits de détenus, puis à un an et huit mois dont un an avec sursis pour la gestion défaillante ; deux marchands de légumes sont condamnés à une amende de 25 000 francs, et doivent en outre rembourser 500 000 francs au Trésor public.